# 대한민국 제22대 국회의원 선거 개혁신당 후보 목록
다음은 대한민국 제22대 국회의원 선거에 출마하는 개혁신당의 후보 목록이다. 개혁신당은 이번 선거를 앞두고 지역구 후보 43명과 비례대표 후보 10명을 공천했다.

## 지역구
| 선거구                           | 후보   | 경력                                       |
| -------------------------------- | ------ | ------------------------------------------ |
| 서울 종로구                      | 금태섭 | 제20대 국회의원                            |
| 서울 동대문구 갑                 | 한승민 | 한나라당 동대문구 갑 지구당위원장          |
| 서울 서대문구 갑                 | 이경선 | 제7·8·9대 서대문구의회 의원                |
| 서울 마포구 갑                   | 김기정 | 변호사                                     |
| 서울 영등포구 갑                 | 허은아 | 제21대 국회의원                            |
| 서울 송파구 갑                   | 송재열 | 송재열교육개혁연구소 소장                  |
| 서울 강동구 갑                   | 김기수 | 개혁신당 정책위원회 부의장                 |
| 서울 강동구 을                   | 정승우 | 전주대학교 객원교수                        |
| 부산 동래구                      | 이재웅 | 부산광역시학부모총연합회 회장              |
| 부산 북구 갑                     | 배기석 | 개혁신당 당대표 정책특보                   |
| 대구 북구 을                     | 황영헌 | 개혁신당 정책위원회 부의장                 |
| 대구 수성구 을                   | 조대원 | 개혁신당 대구광역시당위원장                |
| 인천 남동구 갑                   | 장석현 | 제11대 남동구청장                          |
| 인천 서구 갑                     | 최인철 | 대한국인가스공사 대표                      |
| 인천 서구 병                     | 권상기 | 제2대 계양구의회 의원                      |
| 광주 동구·남구 을                | 장도국 | 연극배우                                   |
| 광주 서구 을                     | 최현수 | 개혁신당 정책위원회 부의장                 |
| 광주 북구 을                     | 김원갑 | 5·18 소년시민군 대장                       |
| 대전 동구                        | 정구국 | 국토종단마라톤본부장                       |
| 대전 서구 을                     | 조동운 | 서울디지털대학교 객원교수                  |
| 대전 유성구 갑                   | 왕현민 | 주식회사 나름 대표                         |
| 세종 세종특별자치시 을           | 이태환 | 제2·3대 세종특별자치시의회 의원            |
| 경기 수원시 갑                   | 정희윤 | 수원시해병대전우회 사무국장                |
| 경기 의정부시 갑                 | 천강정 | 국민의힘 경기도당 의료정책위원회 위원장    |
| 경기 안산시 병                   | 이혜숙 | 국민의힘 경기도당 대변인                   |
| 경기 구리시                      | 김구영 | 개혁신당 당대표 정무특보                   |
| 경기 남양주시 갑                 | 조응천 | 제20·21대 국회의원                         |
| 경기 남양주시 을                 | 안만규 | 새로운보수당 조직수석본부장                |
| 경기 남양주시 병                 | 정재준 | 성균관대학교 교육학과 겸임교수             |
| 경기 용인시 갑                   | 양향자 | 제21대 국회의원                            |
| 경기 용인시 을                   | 유시진 | 민주평통 자문위원                          |
| 경기 안성시                      | 박경윤 | 안성시 주민참여예산위원장                  |
| 경기 화성시 을                   | 이준석 | 초대 국민의힘 당대표. 초대 개혁신당 당대표 |
| 경기 화성시 정                   | 이원욱 | 제20·21대 국회의원                         |
| 경기 포천시·가평군               | 최영록 | 모코건설 대표이사                          |
| 강원 강릉시                      | 이영랑 | 강릉원주대학교 평생교육원 강사             |
| 강원 동해시·태백시·삼척시·정선군 | 류성호 | 태백경찰서장                               |
| 충북 청주시 흥덕구               | 김기영 | 세종축산 대표                              |
| 충남 천안시 갑                   | 허욱   | 제8대 천안시의회 의원                      |
| 충남 천안시 병                   | 이성진 | 개혁신당 청년정책위원장                    |
| 전남 담양군·함평군·영광군·장성군 | 곽진오 | 개혁신당 전라남도당위원장                  |
| 경남 거제시                      | 김범준 | 거제정책연구소 소장                        |
| 경남 양산시 갑                   | 김효훈 | 국무총리비서실 부이사관                    |

## 비례대표
| 순번 | 성명   | 경력                                  |
| ---- | ------ | ------------------------------------- |
| 1    | 이주영 | 순천향대학교 천안병원 소아응급과 교수 |
| 2    | 천하람 | 전 개혁신당 최고위원                  |
| 3    | 문지숙 | 차의과학대학교 바이오공학과 교수      |
| 4    | 곽대중 | 북한민주화네트워크 편집장             |
| 5    | 이재인 | 제2대 한국보육진흥원 원장             |
| 6    | 이기인 | 제11대 경기도의회 의원                |
| 7    | 정지현 | 법률사무소 이지스 대표변호사          |
| 8    | 곽노성 | 제2대 식품안전정보원 원장             |
| 9    | 박경애 | 합동군사대학교 교관                   |
| 10   | 조성주 | 정의당 정책위원회 상근부의장          |

## 같이 보기
- 대한민국 제22대 국회의원 선거